# Мантена (микрорегион)

Мантена на карте.

Мантена (порт. Microrregião de Mantena) — микрорегион в Бразилии, входит в штат Минас-Жерайс. Составная часть мезорегиона Вали-ду-Риу-Доси. Население составляет 	63 208	 человек (на 2010 год). Площадь — 	1851,340	 км². Плотность населения — 	34,14	 чел./км².

## Демография
Согласно сведениям, собранным в ходе переписи 2010 г. Национальным институтом географии и статистики (IBGE), население микрорегиона составляет:						
| Полное население                             | Полное население                             | Полное население                             | Полное население                             | 63 208 |
| -------------------------------------------- | -------------------------------------------- | -------------------------------------------- | -------------------------------------------- | ------ |
| в том числе:                                 | Городское население                          | 45 019                                       | Процент городского населения, %              | 71,22  |
|                                              | Сельское население                           | 18 189                                       | Процент сельского населения, %               | 28,78  |
|                                              | Мужское население                            | 31 049                                       | Процент мужского населения, %                | 49,12  |
|                                              | Женское население                            | 32 159                                       | Процент женского населения, %                | 50,88  |
| Плотность населения, чел/км²                 | Плотность населения, чел/км²                 | Плотность населения, чел/км²                 | Плотность населения, чел/км²                 | 34,14  |
| Население микрорегиона в % к населению штата | Население микрорегиона в % к населению штата | Население микрорегиона в % к населению штата | Население микрорегиона в % к населению штата | 0,32   |

## Статистика
- Валовой внутренний продукт на 2003 год составляет 199 705 566,00 реалов (данные: Бразильский институт географии и статистики).
- Валовой внутренний продукт на душу населения на 2003 год составляет 3310,28 реалов (данные: Бразильский институт географии и статистики).
- Индекс развития человеческого потенциала на 2000 год составляет 0,693 (данные: Программа развития ООН).

## Состав микрорегиона
В составе микрорегиона включены следующие муниципалитеты:
1. Сентрал-ди-Минас
2. Итабиринья
3. Мантена
4. Мендис-Пиментел
5. Нова-Белен
6. Сан-Фелис-ди-Минас
7. Сан-Жуан-ду-Мантенинья